# Edward Joseph Gilbert
Edward Joseph Gilbert (New York, 26 dicembre 1936) è un arcivescovo cattolico statunitense.

## Biografia
Edward Gilbert è nato il 26 dicembre 1936 a New York, più precisamente nel distretto di Brooklyn.
Ha frequentato il Mount St. Alphonsus Seminary, ora chiuso, di Esopus e il St Mary's College Seminary di North East (Pennsylvania), conseguendo la laurea e il dottorato in diritto canonico all'Università Cattolica d'America.
Ha emesso la professione dei voti per la Congregazione del Santissimo Redentore il 2 agosto 1959 e i voti perpetui 2 agosto 1963.
È stato ordinato prete redentorista il 21 giugno 1964 dal cardinale Francis Joseph Spellman.
Il 1º luglio 1994 papa Giovanni Paolo II lo ha nominato vescovo di Roseau. Ha ricevuto l'ordinazione episcopale Il 7 settembre 1994 nella cattedrale di Roseau dall'arcivescovo e futuro cardinale Kelvin Edward Felix.
Il 13 marzo 2001 è stato trasferito alla sede di Porto di Spagna, prendendone possesso il 5 maggio.
Il 26 dicembre 2011 si è ritirato per raggiunti limiti di età.

## Genealogia episcopale e successione apostolica
La genealogia episcopale è:
- Patriarca Youhanna Boutros Bawwab el-Safrawi
- Patriarca Jirjis Rizqallah
- Patriarca Stefano Douayhy
- Patriarca Yaaqoub Boutros Awwad
- Patriarca Semaan Boutros Awwad
- Patriarca Youssef Boutros Estephan
- Patriarca Youhanna Boutros Helou
- Patriarca Youssef Boutros Hobaish
- Patriarca Boulos Boutros Massaad
- Patriarca Elias Boutros Hoayek
- Patriarca Antoun Boutros Arida
- Cardinale Antoine Pierre Khoraiche
- Arcivescovo Paul Fouad Naïm Tabet
- Cardinale Kelvin Edward Felix
- Arcivescovo Edward Joseph Gilbert

La successione apostolica è:
- Vescovo Francis Dean Alleyne, O.S.B. (2004)
- Arcivescovo Joseph Everard Harris, C.S.Sp. (2011)